# Balclutha auranticula
Balclutha auranticula är en insektsart som beskrevs av Naudé 1926. Balclutha auranticula ingår i släktet Balclutha och familjen dvärgstritar. Inga underarter finns listade i Catalogue of Life.